# ホセ・ミゲル・デ・バランディアラン
ホセ・ミゲル・デ・バランディアラン・アイェルベ（Jose Miguel de Barandiaran Aierbe, 1889年12月31日 - 1991年12月21日）は、スペイン・ギプスコア県アタウン出身の民族学者、考古学者、聖職者。バスク人。ホセ・ミエル・バランディアラン（Joxe Miel Barandiaran）などと表記されることもある。

## 経歴

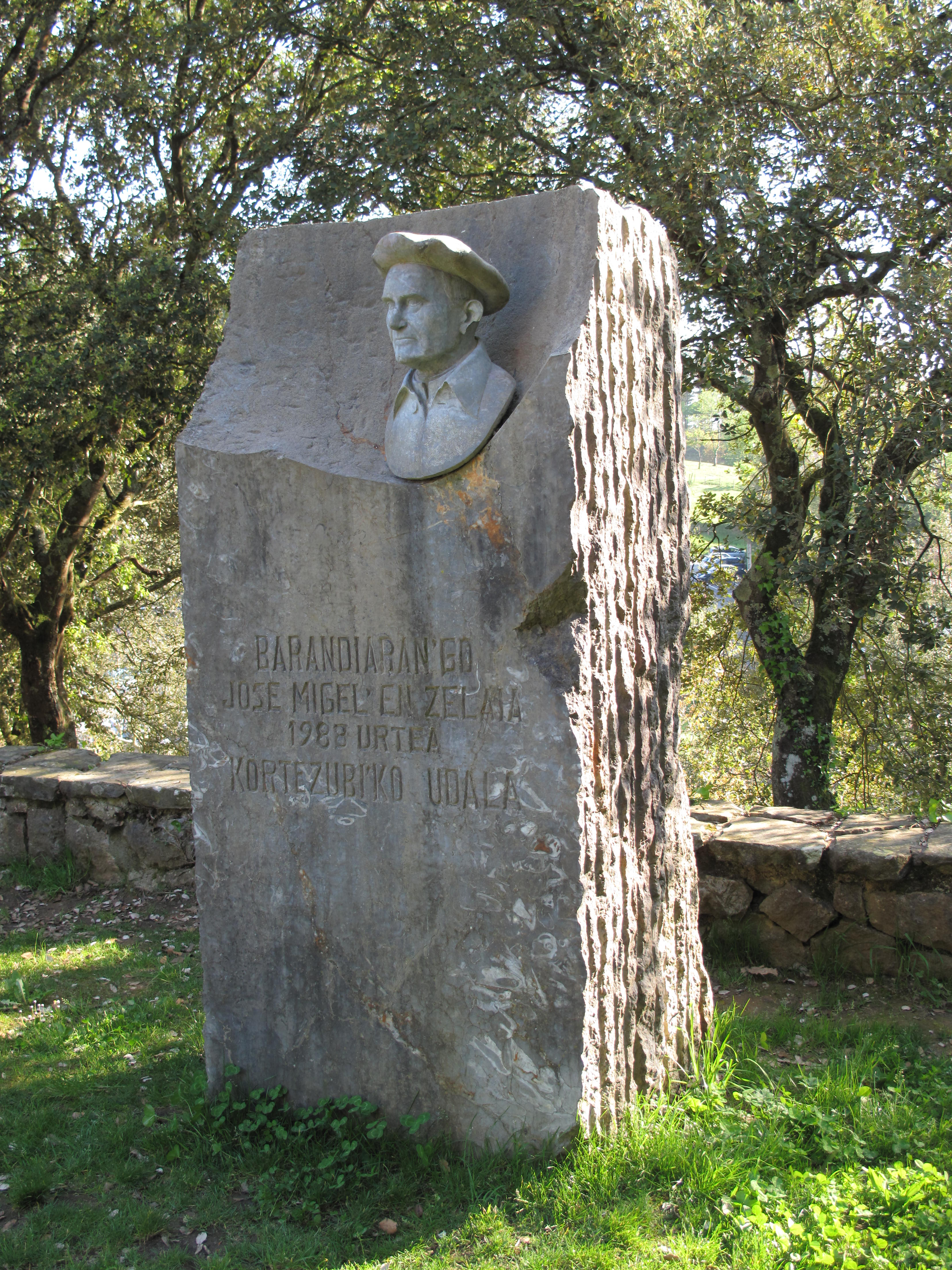
サンティマミニェ洞窟にあるバランディアランの石像

ナバーラ県との県境に近いギプスコア県アタウンにあるバセリ（スペインの伝統的農家建築）にて、ホセ・ミゲル・デ・バランディアラン・アイェルベは1889年12月31日に生まれた。父親はフランシスコ・アントニオ・バランディアラン、母親はマリア・アントニア・アイェルベであり、彼らの9人の子どもの末子だった。
信仰心に篤い母親の助言により、14歳の時に近隣のバリアラインにある神学校に入学し、その後アラバ県ビトリアにある上級神学校に入学した。1914年12月にはブルゴス県ブルゴスで聖職者の資格を得て、また1915年にはブルゴス神学大学で神学の学位を取得した。
司祭に叙階されてすぐ、1916年頃にはアララール山地でバスク文化の民族学的研究と考古学的研究を開始した。民族伝承に関する重要な研究を行い、バスク神話に関連する物語を収録した。バランディアランはスペイン語とバスク語の双方で執筆している。
ドイツのライプツィヒ大学哲学教授で『民族心理学』全10巻の著者であるヴィルヘルム・ヴントの教えは、その後の人類学的・民族学的研究の道筋を作った。1916年夏にバランディアランはサン・グレゴリオ城を探検する一方で、アララール山地のアルガビ山塊で先史時代の支石墓（ドルメン）を発見し、まだ若かったバランディアランはバルセロナ大学教授で人類学者のテレフォーロ・アランサディに手紙を書いた。アランサディはアララール山地のナバーラ側斜面で似たような遺跡を発掘していたためである。
1917年夏、オビエド大学教授で地質学者のエンリケ・エグレンとバランディアランは、ギプスコア県のアララール山地で初の発掘調査を行った。アランサディ、エグレン、バランディアランの3人は先史時代の遺跡の調査チームを組み、スペイン内戦の勃発で散りぢりになってしまう1936年までに、数多くの調査や発掘を実行した。フランス人考古学者のアンリ・ブレイ、ドイツ人人類学者のヒューゴ・オーベルマイアーなどとも交友している。1921年にはバスク民族学会を設立し、『バスク民族年鑑』、『バスク民族』などを刊行している。1922年にはアランサディとともにヨーロッパを回って様々な博物館や機関に立ち寄った。

## 著書
- Paletnografía vasca (1921)
- Mitología vasca (1924)
- El hombre primitivo en el País Vasco (1934)
- Antropología de la población vasca (1947)
- Cultura vasca (1977)
- Historia general del País Vasco (1980)
- Brujería y brujas (1984)
- Mitos del Pueblo Vasco (1989)
- Mitología del pueblo vasco (1994)

## 会員
- レアル・アカデミア・エスパニョーラ（スペイン王立アカデミー）
- エウスカルツァインディア（王立バスク語アカデミー）
- アランサディ科学学会（スペイン語版）
- バスク民族学会（スペイン語版）
- エウスコ・イカスクンツァ（スペイン語版）（バスク研究学会）

## 栄誉
- 1987年 バスク州政府名誉勲章（スペイン語版）
- 1989年 スペイン芸術勲章（スペイン語版）
- 1989年 ナバーラ州政府名誉勲章（スペイン語版）
- バスク大学、デウスト大学、マドリード・コンプルテンセ大学などの名誉博士号